# Tomasz Dudek
Tomasz Dudek – polski dr hab. nauk leśnych, profesor nadzwyczajny Instytutu Nauk Rolniczych, Ochrony i Kształtowania Środowiska Uniwersytetu Rzeszowskiego. 

## Życiorys
W 2000 r. ukończył Technikum Leśne w Zagnańsku, a w 2005 r. studia na Uniwersytecie Rolniczym w Krakowie. W 2009 r. obronił rozprawę doktorską pt. Ocena wybranych technologii zrywki drewna w lasach górskich, której promotorem był prof. Jerzego Sosnowskiego. W 2018 r. habilitował się na podstawie pracy zatytułowanej Analiza rekreacyjnego użytkowania lasu w Polsce ze szczególnym uwzględnieniem południowo-wschodniej części kraju. 